# Баас (гидроэлектростанция)
ГЭС Баас (араб. سد البعث‎ — плотина возрождения; также ГЭС Азади) — гидроэлектростанция на реке Евфрат в Сирии. Названа в честь ранее правящей в Сирии Партии арабского социалистического возрождения Баас.
ГЭС расположена в провинции Ракка, в 22 км вверх по течению от города Ракка. ГЭС Баас имеет мощность 81 МВт и предназначена для работы в качестве контррегулятора ГЭС Табка, расположенной 18-ю километрами выше по течению. Образованное плотиной одноимённое водохранилище имеет объём 0,09 км².

## История
Строительство ГЭС Баас было начато в 1983 году и завершено в 1986 году.
После начала гражданской войны в Сирии электростанция была занята силами сирийской оппозиции 4 февраля 2013 года. Позднее ГЭС перешла под контроль ИГИЛ, а 25 мая 2017 была занята курдскими Сирийскими демократическими силами, которые переименовали её в ГЭС Азади.